# Taulumäki
Taulumäki är en kulle i Finland.   Den ligger i den ekonomiska regionen  Jyväskylä ekonomiska region  och landskapet Mellersta Finland, i den södra delen av landet, 240 km norr om huvudstaden Helsingfors. Toppen på Taulumäki är 104 meter över havet. Taulumäki ligger vid sjöarna  Tuomiojärvi och Palokkajärvi.
Terrängen runt Taulumäki är platt. Runt Taulumäki är det tätbefolkat, med 709 invånare per kvadratkilometer. Närmaste större samhälle är Jyväskylä, 2,0 km sydväst om Taulumäki. I omgivningarna runt Taulumäki växer i huvudsak barrskog.